# Athos

Flagmap hory Athos

Athos (v pravoslaví většinou „Svatá Hora“ – z řeckého Agion Óros) je jeden ze tří poloostrovů na severořeckém Chalkidiki. Nachází se zde mnišský stát, tvořený dvaceti mužskými kláštery (v pravoslaví se říká monastýry). Legendy praví, že horu Athos navštívila Panna Marie, prohlásila ji za svatou a zakázala na ni vstoupit ženám i živočichům samičího pohlaví (je to jediný poloostrov v Řecku, kam nemají ženy přístup).
Tato tradice se udržuje více než 1000 let. Zákaz, který v roce 1045 posvětil byzantský císař Konstantinos Monomachos, je i dnes v mnišském státu úzkostlivě dodržován. Tuto tradici porušily v roce 2008 čtyři mladé ženy z Moldavska, které byly ještě s jedním mužem vysazeny na poloostrově a ponechány svému osudu převaděči, kteří je měli přes Turecko na člunech dopravit do Řecka. Trestem za porušení odvěkého zákazu vstupu na horu je dvouleté vězení, avšak vzhledem k dané situaci a omluvě uprchlic jim byl trest odpuštěn.

## Geografie

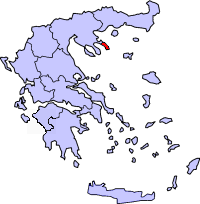
Poloostrov vyznačen červeně

Athos je nejvýchodnější ze tří poloostrůvků – jakoby prstů, které vybíhají do Egejského moře z poloostrova Chalkidiki. Athoský poloostrov má 50 km na délku, jeho šířka se pohybuje mezi 8 a 12 km a jeho plocha je 350 km². Na jihu poloostrova se od moře zdvihá hora Athos do výše 2033 m (údaje o výšce hory se různí, na různých mapách jsou k vidění nejméně tři různé údaje. Zde je uvedeno číslo nejčastěji publikované v pravoslavných průvodcích).

## Duchovní centrum pravoslaví
Na Athosu se nachází pravoslavná „mnišská republika“.
Na Athos nemají podle dávné tradice (sahající až k začátkům mnišství na tomto místě) přístup ženy. Jméno Athos je prastaré, v řecké mytologii šlo o jednoho z Gigantů. Zabil jej bůh Poseidón tím, že jej zavalil velkou horou, která získala Gigantovo jméno.
Trvale na Athosu přebývají jenom pravoslavní mniši (a několik osob správního personálu). V současnosti zde žije asi 2000 mnichů (přesné číslo bude větší, ale není přesně známo) ve 20 klášterech, více než desítce relativně izolovaných komunit označovaných jako „skity“ a v nejrůznějších poustevnách. Sedmnáct klášterů je řeckých, po jednom pak ruský, srbský a bulharský.

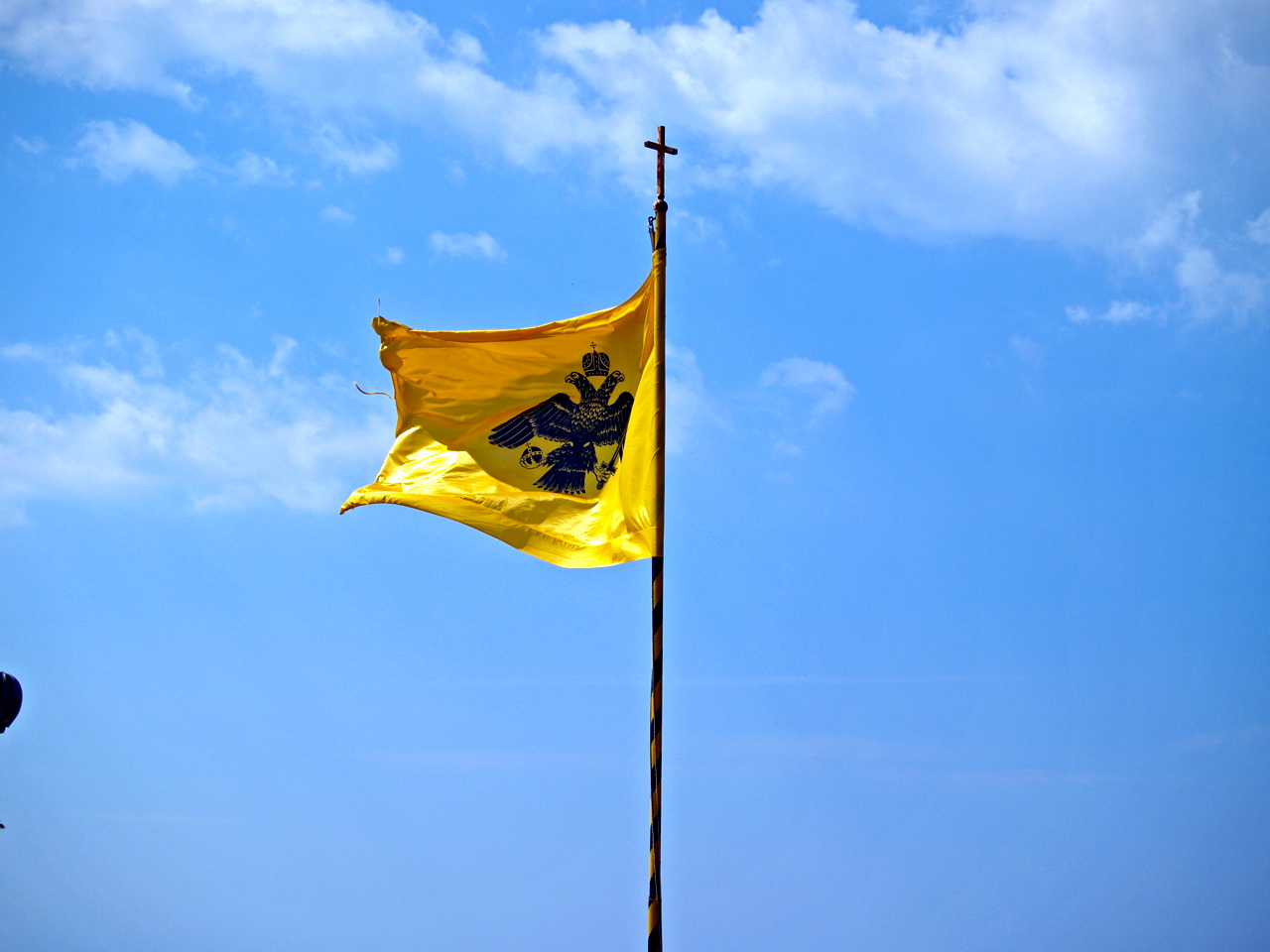
Vlajka hory Athos

Politicky spadá pod svrchovanost řeckého státu. Z hlediska církevní jurisdikce spadá Svatá Hora přímo pod konstantinopolského patriarchu.
Vlastní samospráva je na každém autonomním klášteře; v čele každého z nich stojí volený doživotní představený (archimandrita). Zástupci všech dvaceti klášterů tvoří radu zvanou Svatá společnost, která sídlí v hlavní osadě Karyes. Tato rada rozhoduje o společných záležitostech mnišské republiky a volí čtyřčlenný výkonný výbor – Svatou epistasii, jejíž obsazení se střídá každý rok. Většina klášterů je spravována dohromady. Neexistuje soukromé vlastnictví.
Pro pravoslavné křesťany má Athos jedinečný význam jako jedno z duchovních center pravoslaví. Na Svaté Hoře je přes tisíciletí nepřetržitě pěstována pravoslavná duchovní tradice. Zvláště je Athos spojen s tzv. hésychasmem, což je teologické pojmenování nejhlubší mystické duchovní modlitební praxe. Je zde pěstována i specifická podoba pravoslavné východní liturgické praxe (tzv. svatohorský typikon). Svatá Hora je pro pravoslavné křesťany místem, kde mohou zažít hlubokou duchovnost, kde se každodenně prý dějí zázraky (kvůli nimž sem přicházejí mnozí poutníci s prosbou o uzdravení, otěhotnění manželky, nápravy dítěte atd.), kde jsou divotvorné ikony a nesčíslné množství ostatků svatých a hlavně – žijící svatí – duchonosní starci.
Z hlediska nepravoslavných návštěvníků je Athos místem podivuhodné starobylé byzantské architektury, kde se dochovalo veliké množství archeologických památek na dávnou Byzanc, památek z oblasti výtvarného umění (ikony), ostatkáře, kalichy apod. i z oblasti písemnictví (v knihovnách jsou střeženy vzácné rukopisy, iluminace apod.). To vše je soustředěno na poměrně malé ploše.
Právem je možné považovat Svatou Horu za duchovně-kulturní klenot světa, neboť ve starobylých monastýrech a poustevnách jsou přechovávány památky nevyčíslitelné hodnoty. Jedná se o práce ikonopisců, řezbářů, kaligrafů a dalších umělců práce s kovem, látkami apod.
Oba typy návštěvníků se mohou při návštěvě Athosu dotknout dávné žijící Byzance – její duchovní i umělecké sféry. A oba typy při návštěvě Athosu jistě ocení jeho výjimečně krásnou přírodu.

## Historie

Athos 3D

### Základní přehled
Podle církevního podání se Bohorodička po Nanebevstoupení Páně, poté co chtěla navštívit sv. Lazara, který byl biskupem na ostrově Kypru, plavila lodí po moři a byla nepříznivým větrem zanesena k poloostrovu Athos, kde vystoupila z lodi, poloostrov na věčné časy požehnala a spolu s ním i jeho obyvatelům. (O hodnověrnosti tohoto podání se vedou spory.)
Již císař Theodosios Veliký (379–395) dal prý vystavět na Athosu chrám Bohorodice (Vatoped) jako díky za zázračnou záchranu svého syna Arkadia, který se poblíž po pádu z lodě málem utopil, ale byl posléze nalezen živý, ležící právě na athoském pobřeží.
Traduje se pověst o návštěvě císařovny Placidie, dcery Theodosia Velikého (první čtvrtina 5. století), která když chtěla vstoupit na Athosu do chrámu (Vatoped), aby se tam pomodlila, ozval se jí hlas varující: „Stůj, nechoď dále, abys neutrpěla.“ Podle jiných to znělo: „Stůj, nechoď dále, zde není místo pro dvě císařovny.“ U chrámových dveří, kde se to stalo, byl vymalován obraz Matky Boží. Tato pověst je základem známého zákona zakazujícího ženám vstup na Svatou Horu.
První poustevny v pohoří vznikly už v 5. století. Již císařovna Pulcherie (421–452) prý za svého panovaní dala podnět k vystavění prvního kláštera na athoském poloostrově. V té době se mnišství na Athosu již upevnilo.
Nejstarší dochovaný monastýr – Megisti Lávra – byl založen v roce 963 sv. Athanásiem za podpory císaře Nikefora Foky.
Z prvních obyvatel je znám pouze poustevník sv. Petr, který přišel na Athos v roce 683 a žil v jedné jeskyni na jižním úpatí hory, kde strávil 53 let.
V roce 885 byl Athos prohlášen byzantským císařem Basilem I. za sídlo mnichů a poustevníků. Jejich způsob života se začal měnit od roku 963, kdy svatý Athanasios Athoský založil s podporou svého přítele, císaře Nikefora, první monastýr (klášter) Megistis Lavras (Velká Lávra).
Roku 972 podepsal byzantský císař Jan I. Tzimiskes na pergamenu ústavu Svaté hory, zajišťující zachovávání různých podob asketického života.
V 11. století už stála většina z dvaceti velkých monastýrů, stejně jako množství kelií (cel) a pousteven. Výnosem z roku 1045 byzantský císař Konstantin IX. Monomachos vydal pro Svatou Horu zvláštní ústavu (mj. v ní zakázal na Athos přístup osobám a živočichům ženského pohlaví).
Chmurnou kapitolou athoských dějin je vpád křižáků (včetně římského duchovenstva) na Athos v roku 1204 při IV. křížové výpravě. Papež Inocenc III. připojil celý athoský poloostrov ke svým osobním pozemkům. Poslal tam svého zplnomocněnce s příkazem, aby všechny násilím obrátil na římsko-katolickou víru. Nastal krutý teror. Svatou Horu osvobodil bulharský car Jan Asěn II.
V říjnu 1267 se však objevili na Athosu římští katolíci znovu a s nimi byzantinci apostaté (tj. odpadlíci od pravoslaví, kteří přijali unii s papežem) a začalo nové pronásledování. Monastýry Zograf, Iveron a Vatoped zachovaly věrnost pravoslaví. Zografští mniši byli upáleni, vatopedští pověšeni a iverští hozeni do moře. Ruský a srbský monastýr byly vypáleny. Na Západ bylo vyvezeno 400 povozů s athoskými posvátnými předměty a literárními památkami. Roku 1313 byl Athos od latiníků osvobozen.
Byzantská říše monastýry (kláštery) významným způsobem podporovala. V důsledku toho se Athos ve 14. století stává významným kulturním a náboženským centrem. V té době je založen i poslední z dvacítky velkých klášterů. Avšak v polovině tohoto století začínají Athos sužovat útoky tureckých pirátů (kvůli nim mají některé monastýry na pobřeží podobu nedobytných pevností), po dobytí Byzantské říše se situace ještě zhoršila.
Monastýry od té doby přežívají pouze díky sponzorství křesťanských panovníků z podunajských zemí. Napjatá finanční situace je důvodem k zavedení „idiorhytmického“ života ve většině monastýrů: každý mnich může vlastnit majetek, sám se stará o své živobytí, sám žije. Takové monastýry nemají igumena (opata).
Roku 1783 byla Athosu udělena nová ústava a roku 1794 je založena Athoská škola, v budoucích letech centrum vzdělanosti. Přes vysoké daně se kláštery rozrůstají, přicházejí noví mniši a Athos zažívá svůj zlatý věk, který však končí s protitureckým povstáním na Chalkidiki během řecké revoluce. Mniši i laici jsou zmasakrováni, na monastýry jsou uvaleny výrazně vyšší daně. Athos je obsazen tureckými vojáky; mniši, kteří zůstali, jsou šikanováni a musejí rabujícím vojákům sloužit. Situace se mění až po roce 1826, kdy se vracejí mniši, kteří uprchli před Turky.
Na konci 19. století začíná na Athos proudit velké množství ruských mnichů. Ruští carové až do bolševické revoluce (1917) mnišství na Svaté Hoře štědře podporovali.
Dne 5. listopadu 1912 byla v malém přístavu Dafni vztyčena řecká vlajka a od roku 1924 (podle jiných pramenů 1923) uznává Řecko právní svrchovanost athoského území – roku 1926 (v době masakru řeckého obyvatelstva v Turecku) byl Athos připojen k řeckému státu a Řeckem chráněn jako autonomní mnišská republika pod řeckou svrchovaností.
Ve dvacátém století prochází mnišský život prudkými změnami – nejprve velkým úbytkem mnichů, ale od roku 1972 opět počet mnichů v monastýrech narůstá. (Většina nových mnichů na Athosu jsou dnes mladí vzdělaní lidé – často s univerzitními diplomy).

### Seznam panovníků, kteří se vyznamenali v dějinách Svaté Hory
Císaři byzantští:
- Basileios I. Makedonský, jenž okolo roku 872 vydal sigillion (listinu) na ochranu poustevníků athoských, aby obyvatelé sousedních vesnic je nevytrhovali z jejich kontemplativního života a v lesích poloostrova nesekali dříví a nepásli tam dobytek.
- Lev VI. Moudrý, který na počátku vlády své r. 887 potvrdil sigillionem samostatnost anachoretů (poustevníků) a vyřídil tím spor mezi nimi a monastýrem Jana Kolovy čili Kolomba.
- Konstantin VII. Porfyrogennetos se svým spoluvládcem Romanem Lakapenem vydal okolo r. 920 zlatou bullu, která potvrzuje dva sigilliony výše uvedené.
- Nieforos Fokas, jenž posílal Athanasiovi peníze k vystavění Lávry na místě zvaném Melana (963).
- Jan I. Tzimiskes, jenž potvrdil první řád Svatohorský mezi léty 970–972.
- Basileios II. daroval Janu Gruzínci monastýr Klimentův, aby na jeho místě vystavěl lávru Iviron.
- Konstantin IX. Monomachos podepsal r. 1046 druhý řád Svatohorský.
- Nikeforos Botaneiates, jenž podporoval obnovení monastýrů Dochar a Xenof.
- Alexios I. Komnenos, mnichům athoským velmi nakloněný, pojistil jim obsáhlou samostatnost; r. 1097 muselo se 300 rodin vlašských i se stády svými přestěhovati na Peloponnés, čímž Svatá Hora zbavena byla pohlaví ženského.
- Alexios III. Angelos obdařil výsadami r. 1199 obnovený Chilandar jako lávru srbskou.
- Michael VIII. Palaiologos, jenž snažil se docílit spojení církve východní se západní, užil i násilí, takže mnoho mnichů vytrpělo raději mučednickou smrt, než aby opustili pravoslaví a přijali poddanství papeži a jeho víru.
- Andronikos II. Palaiologos se vyznamenal svou štědrostí vůči monastýrům. Za jeho vlády vznikla vzpoura žoldnéřstva katalonského; r. 1308 zrušil samosprávu Svatohorců, podřídiv je opět patriarchovi cařihradskému.
- Za Andronika III. Palaiologa vznikl spor hesychastický (když římskokatolický mnich Varlám zaútočil na modlitební praxi a učení východních mnichů), který se protáhl až do roku 1351 a vlivem císaře Jana Kantakuzena skončil příznivě pro Svatohorce. Praxi a učení východních mnichů, tzv. hesychasmus (učení o vnitřním očištění, tichu a mlčení a modlitební metoda, jak toho dosáhnout) hájil Svatohorci vyslaný sv. Řehoř Palama, později arcibiskup soluňský, který kromě obrany hesychasmu formuloval staré křesťanské učení o nestvořených Božích energiích, blahodati – součást pravoslavné věrouky.
- Jan VI. Kantakuzenos odložil r. 1355 korunu, stal se mnichem pod jménem Joasaf v monastýru Vatopedském.
- Jan V. Palaiologos, za jehož vlády r. 1368 dobyl biskup Jerissovský právo pokládat Svatou Horu za součást svého církevního obvodu.
- Manuel II. Palaiologos potvrdil r. 1406 nový Svatohorský řád a přijal mnišské postřižení (tj. stal se mnichem) na Svaté Hoře.
- Jan VII. Palaiologos učinil r. 1439 ve Florencii pokus sjednotit církev byzantskou a církví římskou.

Panovnící bulharští:
- Jan II. Asěn byl ochráncem Svaté Hory a velikým dobrodincem monastýru Zografského.

Srbští panovníci vydali slovanské listiny, zachovávané v monastýrech Chilandar a Russikon. Za všechny:
- Velký župan Štěpán Nemanja, jenž se podepsal jakožto mnich Simeon na zlaté bulle, týkající se obnovení Chilandaru mezi roky 1198 a 1200 (darována Chilandarci roku 1896 srbskému králi Alexandrovi).

Gramoty (listiny) carů ruských začínají od 16. století. Obsahují povolení udělovaná Athonitům přicházet na Rus za účelem konání sbírek.

## Kláštery

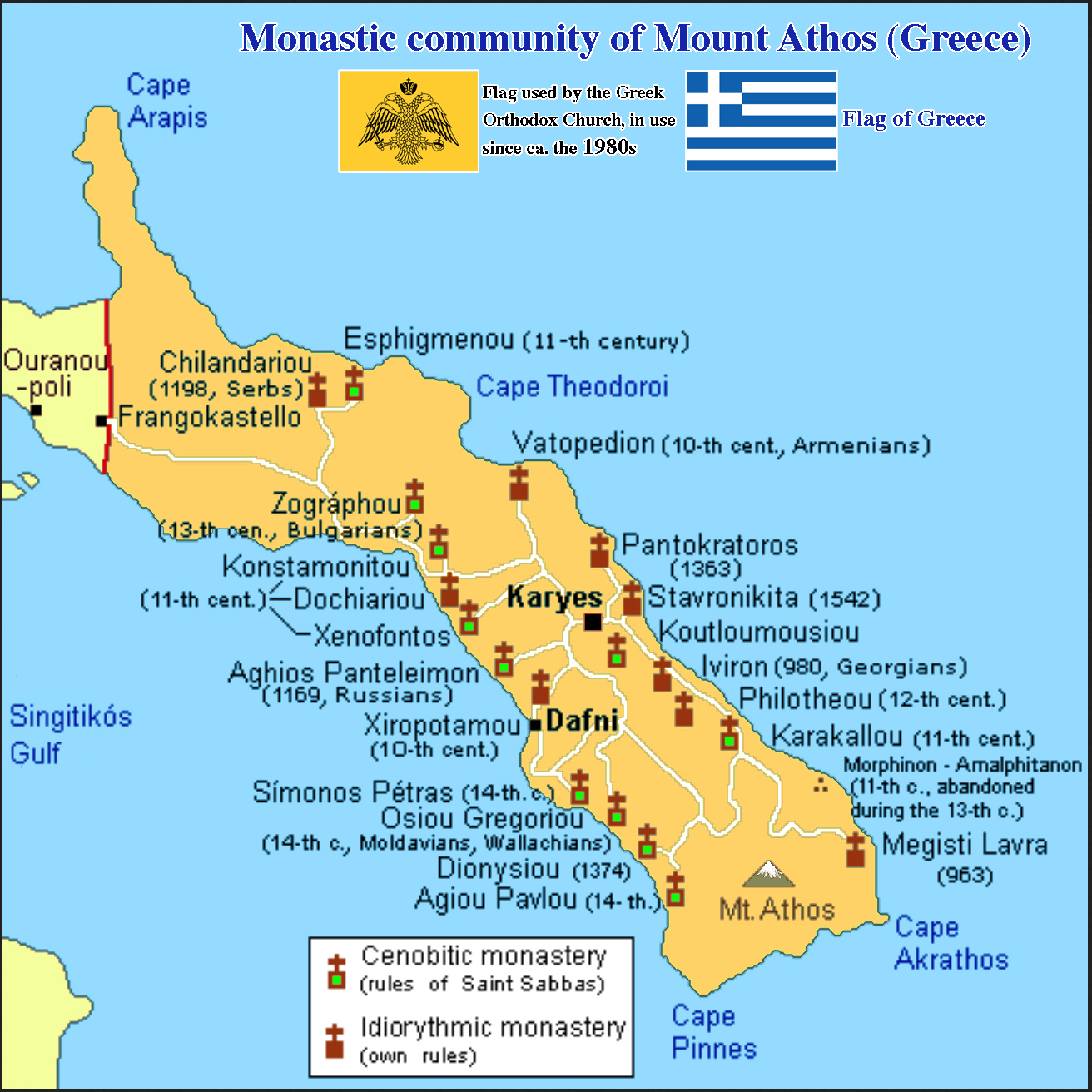
Mapa Athosu

Na poloostrově Svatá Hora je 20 pravoslavných monastýrů (klášterů) a mnoho skitů, kaliv, kelijí, pousteven apod. (Skit, kaliva, kelije jsou různé menší mnišské příbytky; skit malý monastýr, kaliva a kelije bývají příbytky pro jednoho či několik mnichů s domovní kaplí či malým chrámem).
Většina monastýrů přináleží Řekům, dále je zde po jednom monastýru bulharském, ruském, srbském a rumunském. Žijí v nich mniši z celého světa, někteří také bydlí mimo monastýry, osaměle, na svazích pohoří či v menších poustevnách.
Níže jsou monastýry dle tradičního pořadí cti, jak je zachováváno dodnes při každé příležitosti, kdy se sejdou zástupci monastýrů: poradách, společném stolování, při bohoslužbě apod.
1. Velká lávra (Megisti lavra) – lávra sv. Athanásia (lávra = velký či významný monastýr). Založil ji sv. Athanasios Trapezuntský v r. 963. Stojí mezi monastýry hory již od svého založení povždy na prvním místě. Říká se, že ten, kdo ji nenavštívil, neviděl Athos.
2. Vatopedi – řecký monastýr. Chrám vznikl už za panování císaře Theodosia I. (379–395). Natrvalo byl monastýr obnoven roku 980 třemi muži z Adrianopole.
3. Iviron (původně Gruzínský Iber) byl postaven okolo roku 980 sv. Janem Iverským, který se narodil v Gruzii. Řecký monastýr.
4. Chilandar – byl založen r. 1199 (na rozvalinách někdejšího řeckého monastýru) Štěpánem Nemanjou, velkožupanem srbským, který – když se pak stal mnichem – byl nazván Simeonem. Od byzantského císaře Alexia III. Komnéna byl obdarován pozemky, výsadami a nazván „srbskou lávrou“.
5. Dionysiat (Dionysiu) – obnovil jej s pomocí císaře Alexia Komnena ve 14. stole. poustevník Dionýsios na skále, při pobřeží na místě, kde (podle církevní tradice) po několik nocí spatřoval zářit světlo.
6. Dochiar – tento monastýr se původně nazýval „Archanděl“. Jméno je sem přeneseno mnichy, kteří se roku 1074 přesídlili z monastýru Dochia – Dafni (za vlády Nikefora Botaneiata, 1079–1081). V 16. století se zdejší vodou zázračně uzdravil jeden putující kněz, čímž začíná nový rozkvět monastýru.
7. Kutlumuš (Kutlumusiu) – zakladatelem byl mnich Dionysios Kutlumusijský. První historické zprávy o Kutlumusiu máme až k r. 1334; jistě však stál už ve 12. století, neboť podpis jeho igumena je na listině z r. 1169.
8. Pantokrator – byl založen v 2. pol. 14. st. mnichem Joanikiem (podle jiného zdroje: dvěma dvořany byzantskými).
9. Chiropotamu – za zakladatele jsou považováni mniši, kteří z neznámých důvodů opustili monastýr sv. Pavla a vystavěli monastýr Chiropotamu na rozvalinách starověkého města Stratonika a pozdějšího monastýru sv. Nikefora. Možná, že tu nějaký čas žil i svatý Pavel Xiropotamským u svého starce, než odešel do samoty v Xiropotamu. Samostatným monastýrem se stal v průběhu 11. století.
10. Zograf – vypráví se o třech bratrech jménem Mojžíš, Áron a Jan, pocházejících z ochridské krajiny, že vedli na Svaté Hoře poustevnický život a scházeli se pouze v neděli na místo smluvené, kde se společně modlili k Bohu. Později postavili kapličku a zakoupili monastýr přibližně v 10. st. (nebo v první pol. 11. stol.) Ve věži monastýru bylo roku 1276 (kdy Athos plenila křižácká vojska) upáleno 22 mnichů.
11. Ksenof (Xenofont) – založen mnichem Xenofontem asi v 10. st. Trvale obnoven kleštěncem Štěpánem v letech 1080–1090.
12. Karakal (Karakallu) – byl založen v 10. st. Původně latinský (do řeckých rukou se dostal patrně v 11. stol. po velkém schismatu 1054).
13. Filothea (Filotheu) – stál již v 11. st. Vystavěn na základech původu neznámého.
14. Svatý Pavel (Ag. Pavlu) – monastýr byl založen poustevníkem sv. Pavlem Xiropotamským, který si zde postavil dům a chrám na úpatí hory Athos, za podpory nejspíše bulharského cara v 10. st. (za vlády Romana Lakapena, 918–947). Původně se monastýr sv. Pavla jmenoval Xiropotam, leč tento název byl pak přenesen (viz Xiropotam).
15. Rosikon (Sv. Pantelejmon) – byl přenechán ruským mnichům v roce 1169. Nalézá se v něm největší athoský zvon vážící 50 tun.
16. Esfigmen – byl založen v druhé polovině 11. st. Je pokládán za jeden z nejstarších monastýrů na Athosu (chrám má počátky v 5. století). Dnes je sídlem rebelujících mnichů, kteří neuznávají cařihradského patriarchu kvůli jeho ekumenické orientaci, takže je toto mnišské bratrstvo ve stavu rozkolu se světovou pravoslavnou církví. Bylo učiněno několik pokusů, poslední v roce 2003, za pomoci policejních sil vyhnat tyto mnichy z Athosu. Monastýr však má dobré hradby a pevnou bránu, díky zásobám vydržel blokádu, takže se to zatím nepodařilo.[6]
17. Stavronikita – nejmladší mezi nynějšími Athoskými monastýry. Jeho jméno pochází od mnicha Nikity, jenž na tom místě žil a zhotovoval kříže, doslova znamená Nikitův kříž. Byl postaven na rozvalinách v 1. pol. 16. st., dokončen 1546 patriarchou Jeremiášem I. Simonos Petras

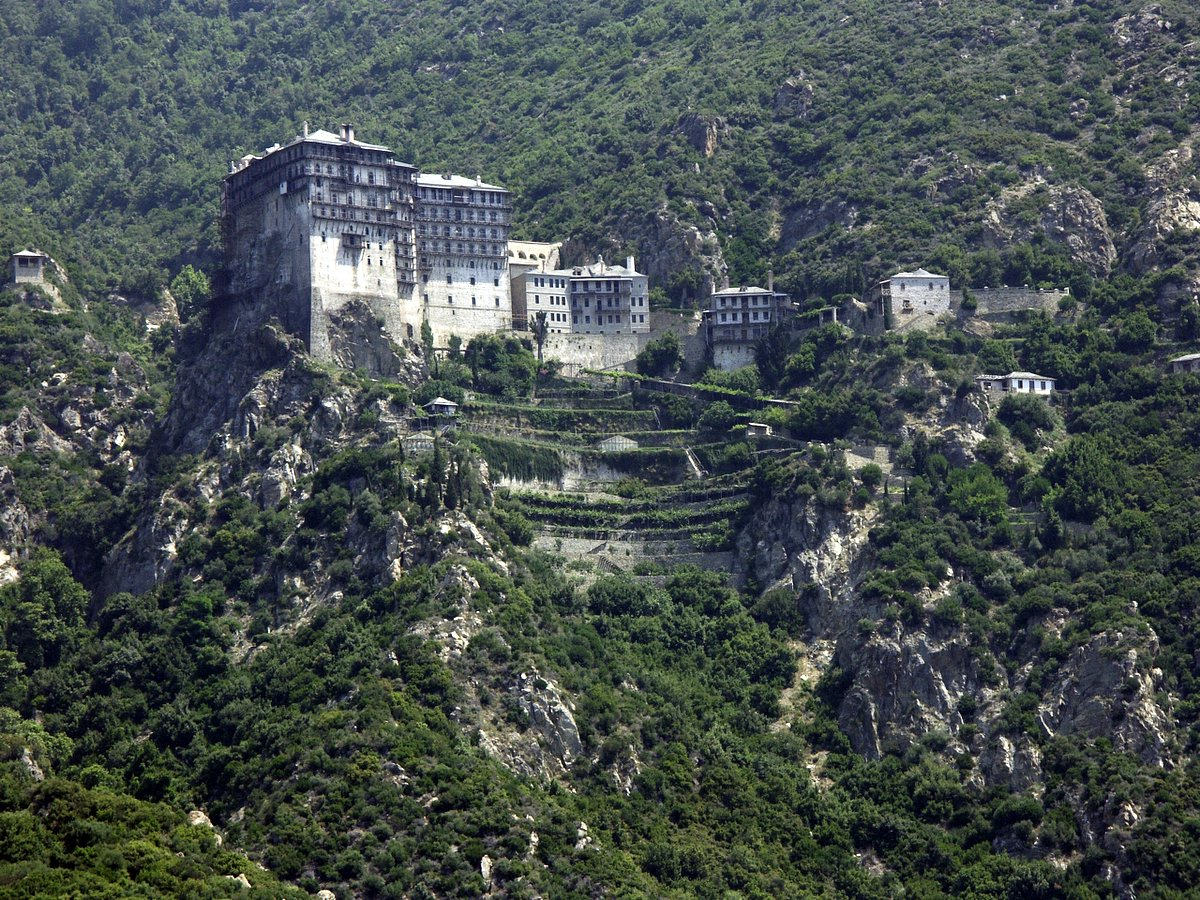
Simonos Petras

18. Simonpetr (Simonos Petras – v překladu Šimonova skála) – u jeho zrodu stál mnich Simon, který toužil po samotě a mlčenlivosti. Vyhledal si pustou jeskyni, kde žil. Před vánočními svátky viděl nad skálou, kde nyní stojí monastýr, velikou zářící hvězdu, která se ztratila teprve až k ránu. Simeon si toto zjevení vysvětloval jako znamení, aby na tom místě vybudoval monastýr. Vznik se datuje k polovině 13. st. Simon zemřel jako igumen monastýru r. 1287. (Dnes je to patrně nejlidnatější monastýr na Svaté Hoře a je proslulý úrovní bohoslužebného zpěvu.)
19. Grigoriat (Grigoriu) – pověst dí, že tam žil v neznámé době jeden poustevník jménem Řehoř (Gregorij), rodem Srb nebo Bulhar, jenž se stal zakladatelem monastýru. Vystavěn za vlády cara Jana II. Asěna mezi léty 1218–1241.
20. Kostamonit (Kastamonitu) – jméno je možné odvodit od kaštanových stromů, které v těch místech začínají vytvářet les. Stojí na místech, kde se skrýval kostelíček z prvních křesťanských dob dodatečně zasvěcený sv. mučedníku Štěpánovi. Monastýr založen až v 11. století lidmi neznámými.

### Nejznámější skity
1. Skit sv. Anny (tzv. Malá Anna) – nejstarší a nejrozlehlejší skit (v tomto případě skit v pravém slova smyslu, protože je tvořen mnoha příbytky, které jsou roztroušeny po strmém svahu, z něhož vyrůstá hora Athos). Patří pod Velkou Lávru. Rozprostírá se téměř od mořského pobřeží až do značné výšky nad mořem; velice pozoruhodné a krásné místo). Hlavní chrám skitu je zasvěcen sv. Anně (a přechovávají zde jako drahocenný svatý ostatek nohu sv. Anny, matky přesv. Bohorodice). Je to výchozí místo pro výstup na vrchol hory Athos.
2. Nový skit (Nea skiti), patří pod monastýr sv. Pavla a je nedaleko od něj. Sídlí zde ikonografové, řezbáři, zlatotepci apod.
3. Skit proroka Elijáše (Iljinský skit) – původně ruský skit (veliký je jako monastýr). (Ve 2. polovině 20. století se jeho obyvatelé hlásili k Ruské zahraniční pravoslavné církvi a odmítali cařihradského patriarchu kvůli jeho ekumenistické orientaci. Proto byli koncem 90. let 20. století z Athosu násilně deportováni za pomoci policie.)
4. Prodrom (skit sv. Jana Křtitele) – rumunský skit.
5. Skit sv. Ondřeje (Andrejevský skit). Patří pod Vatoped. Má největší chrám na poloostrově.

### Další osady a místa
1. Karyés (Karea) – ústřední místo, kde se schází mnišská rada (protaton). Je zde také církevní gymnázium. Upomíná ji Stefanos Byzantský, spisovatel pátého století.
2. Dafni – přístavní osada; v listinách se jako datum vzniku uvádí r. 1038.

## Poutníci, turisté
Přístup na Svatou Horu je pouze po moři (ačkoliv je to poloostrov, není propojen silnicí s pevninou). Loď vyjíždí každý den z vesničky Ouranopolis, kde je nutné vyzvednout diamonitirion (půl roku předem je však třeba žádat o rezervaci a ještě ji 14 dní před vyzvednutím povolení potvrdit). Hlavním přístavištěm pro poutníky na Athos je Dafni. Návštěva správního centra v Karyés v dnešní době již není nutná (září 2013), volný pohyb po Athosu je možný, nicméně ve většině klášterů bývá dlouhodobě plno.
Poutníci musejí mít ke vstupu na Athos zvláštní povolení (diamonitirion). Tím je omezen přístup turistů. Na každý den se vydává 10 povolení pro návštevníky nevyznávající pravoslaví a 100 pro ortodoxní věřící. Každý si však může v patřičných lhůtách (ještě před vlastní cestou do Řecka) toto povolení opatřit a pak může tři dny na Athosu strávit. Ubytování a stravu bude mít zadarmo v monastýrech, které si sám vybere. Každý den je vydáváno 100 povolení pro ortodoxní věřící a deset povolení pro neortodoxní. O diamonitirion je možné/nutné zažádat před návštěvou, jeho fyzickou podobu obdržíte až v den vlastní návštěvy (správní kancelář v Ouranopoli).